# Dan Voiculescu (compozitor)
Dan Alexandru Voiculescu (n. 20 iulie 1940, Saschiz – d. 29 august 2009, București) a fost un compozitor, muzicolog, pianist și profesor universitar român.

## Studii
Dan Voiculescu a studiat între anii 1958-1964 la Academia de Muzică "Gheorghe Dima" din Cluj, sub îndrumarea unor personalități de referință ale școlii muzicale clujene: Liviu Comes la armonie, Sigismund Toduță la compoziție, Max Eisikovits la contrapunct, Cornel Țăranu la forme muzicale, Gabor Jodal și Wilhelm Demian la orchestrație, Gheorghe Merișescu și Romeo Ghircoiaș la istoria muzicii, Traian Mârza la folclor și Magda Kardos la pian.
Fiind pasionat de muzica electronică și alte aspecte contemporane ale artei muzicale, continuă munca de perfecționare la Hochschule für Musik und Tanz din Köln, cu mari compozitori germani ai vremii: Karlheinz Stockhausen și Hans Ulrich Humpert și la Veneția cu Virgilio Mortari.

## Activitatea
Parcurge toate treptele ierarhice din învățământul superior: preparator, asistent, lector, conferențiar și profesor universitar, la Catedra de armonie și contrapunct, la Academia de Muzică "Gheorghe Dima" din Cluj.
Din anul 2000 se mută la București, fiind profesor la Universitatea Națională de Muzică București.
Este autorul unor lucrări teoretice de contrapunct bachian și modern, a scris muzică de cameră, piese pentru pian, piese corale destinate copiilor, lucrări simfonice, precum și opera de cameră Cântăreața cheală, după Eugen Ionescu.
A publicat numeroase articole, studii și recenzii în diverse ziare și reviste de specialitate.
În anul 1991 înființează și conduce Fundația "Sigismund Toduță", care promovează creația marelui sau Profesor sau sprijină tinerele talente în ascensiunea lor artistică.
A fost membru al Uniunii Compozitorilor din România și al Academiei Române.

"Dan Voiculescu se distinge printr-o bogată experiență creatoare în domeniile simfonic, vocal-simfonic, cameral, coral. O particularitate a personalității sale artistice este puterea de pătrundere a textului ales până în profunzimi, transpunerea lui în muzică fiind realizată cu un talent ieșit din comun."

## Compoziții
- muzică simfonică
- muzică de cameră
- lieduri pe versurile marilor poeți români, M. Eminescu, N. Stănescu, M. Sorescu, G. Bacovia, L. Blaga
- coruri pentru copii
- opera de cameră „Cântăreața cheală" după Eugen Ionescu
- colecția de piese pentru pian „Carte fără sfârșit”, 3 volume

## Cărți
Fuga în creația lui J. S. Bach, Editura Muzicală, București, 2000
Polifonia secolului XX, Editura Muzicală, București, 2005

## Premii, distincții
A obținut titlul de Doctor în Muzicologie și Stilistică Muzicală în anul 1983.
A fost decorat cu Meritul Cultural clasa a II-a, cu Premiul "Mihai Eminescu", cu Premiul "George Enescu" și Premiul Academiei Române.

### Distincții
- Medalia „Meritul Cultural” clasa a II-a (16 decembrie 1972) „pentru merite deosebite în opera de construire a socialismului, cu prilejul aniversării a 25 de ani de la proclamarea Republicii”[1]